# Surugathyris surugaensis
Surugathyris surugaensis är en armfotingsart som beskrevs av Yoshitaka Yabe och Kishio Hatai 1934. Surugathyris surugaensis ingår i släktet Surugathyris och familjen Cancellothyrididae. Inga underarter finns listade i Catalogue of Life.